# Datsun mi-DO
Datsun mi-DO — компактный переднеприводной хетчбэк, созданный японской компанией Nissan на основе автомобиля Lada Kalina. В числе прочих усовершенствований от своего прародителя Datsun mi-DO отличается высоким дорожным просветом (174 мм) и японской автоматической коробкой передач Jatco.

## История
Datsun mi-DO был второй моделью марки, вышедшей на российский рынок после седана on-DO.
Премьера хетчбэка состоялась 27 августа 2014 года на Московском автосалоне.
Серийная сборка модели Datsun mi-DO началась в феврале 2015 года, а в продажу он поступил 24 февраля 2015 года и сразу в двух вариантах — с механической и с автоматической коробкой передач. В базовой комплектации у любого Datsun mi-DO есть ABS, бортовой компьютер, электроусилитель руля, обогрев сидений, электрорегулировка, обогрев зеркал и две подушки безопасности. Самая дорогая комплектация, вдобавок, оснащена легкосплавными колесами, мультимедийной системой, кондиционером, системой стабилизации, парктроником и четырьмя подушками безопасности.
В данный момент[когда?] хетчбэки Datsun присутствуют на рынках России, Казахстана, Белоруссии, Молдовы и Ливана.
На 1 января 2020 года в России насчитывалось 22 тыс. шт. модели mi-DO.
В январе 2020 года автомобиль получил новые боковые зеркала с повторителями указателей поворотов, иные зеркало заднего вида и рычаг ручника в салоне.

### Прекращение выпуска модели
Летом 2020 года компания Nissan приняла решение о прекращении использования бренда Datsun и, соответственно, прекращении выпуска моделей Datsun mi-DO и Datsun on-DO. Производство новых автомобилей было прекращено к концу 2020 года.

Внешне «Мидошка» мне нравится больше — Калина выглядит проще. Но как ни старались ниссановцы замаскировать Ладу, русская родословная прослеживается во всем: от ключа зажигания до основных агрегатов. … Mi-DO — не супернадежный автомобиль. Однако простой по конструкции и недорогой в ремонте. Вдобавок он очень понятный и удобный в управлении. Этим и нравится. — За рулём

## Продажи
| Год  | Продано Datsun mi-DO, шт. |
| ---- | ------------------------- |
| 2015 | 8054                      |
| 2016 | 4207                      |
| 2017 | 4798                      |
| 2018 | 2364                      |
| 2019 | 2973                      |
| 2020 | 1942                      |

## Комплектации
| Комплектации                           | Trust     | Trust     | Trust     | Dream     | Dream     |
|                                        | I         | II        | III       | I         | II        |
| Объём двигателя (л) / мощность (л. с.) | 1,6/87    | 1,6/87    | 1,6/87    | 1,6/87    | 1,6/87    |
| Трансмиссия                            | 5MT / 4AT | 5MT / 4AT | 5MT / 4AT | 5MT / 4AT | 5MT / 4AT |

## Особая серия
В феврале 2016 года начались продажи специальной серии хетчбэка Datsun mi-DO International. Автомобили были выпущены лимитированным тиражом — всего 400 штук. Серия отличается внутренним и внешним стайлингом, а также оснащением: у хетчбэка есть спойлер, задний диффузор, накладки на дверные пороги и коврики с оранжевой окантовкой. Автомобиль новой серии был выпущен в чёрном и оранжевом цветах кузова со вставками из красного или чёрного цветов соответственно.
В список стандартного оснащения версии International входят: климат-контроль, передние сиденья и лобовое стекло с обогревом, электрические стеклоподъёмники, датчик дождя и света, а для водительского кресла предусмотрена регулировка по высоте. Наиболее дорогая версия имеет мультимедийную систему с 7" сенсорным экраном и навигацией, задние парктроники и передние боковые подушки безопасности.
Комплектации: Trust, Dream.

## Технические характеристики
Стандартное оборудование всех моделей:
· Антиблокировочная система торможения (ABS),
· Усилитель экстренного торможения (BAS),
· Система электронного распределения тормозных усилий (EBD),
· Подушка безопасности водителя и пассажира,
· Трёхточечные инерционные ремни безопасности,
· 3 задних подголовника,
· Система крепления детских кресел ISOFIX,
· Полноразмерное запасное колесо,
· Бамперы, окрашенные в цвет кузова,
· Передние и задние брызговики,
· Хромированная отделка внутренних элементов дверей,
· Бортовой компьютер,
· Обогрев боковых зеркал,
· Электрорегулировка боковых зеркал,
· Передние электростеклоподъёмники,
· Электроусилитель руля,
· Регулировка руля по высоте,
· Центральный замок,
· Подогрев передних сидений,
· Складывающиеся задние сиденья в соотношении 40/60,
· Карманы в спинках передних сидений.
Размерность шин: 185/60 R14; 185/55 R15

## Конструкция
| Datsun mi-DO                                            | Trust                         | Trust                         | Trust                         | Dream                                  | Dream                                  |
|                                                         | I                             | II                            | III                           | I                                      | II                                     |
| Дизайн                                                  |                               |                               |                               |                                        |                                        |
| Дверные ручки, боковые зеркала окрашенные в цвет кузова | —                             | —                             | —                             | •                                      | •                                      |
| Молдинги боковых дверей                                 | —                             | —                             | —                             | •                                      | •                                      |
| Диски колёс                                             | Стальные 14-дюйм. с колпаками | Стальные 14-дюйм. с колпаками | Стальные 14-дюйм. с колпаками | Легкосплавные 15-дюйм.                 | Легкосплавные 15-дюйм.                 |
| Комфорт                                                 |                               |                               |                               |                                        |                                        |
| Противотуманные фары                                    | —                             | —                             | —                             | •                                      | •                                      |
| Центральный замок с д/у                                 | —                             | —                             | —                             | •                                      | •                                      |
| Задние электростеклоподъёмники                          | —                             | —                             | —                             | •                                      | •                                      |
| Регулировка водительского сиденья по высоте             | —                             | —                             | —                             | •                                      | •                                      |
| Подогрев лобового стекла                                | —                             | —                             | —                             | •                                      | •                                      |
| Климат-контроль                                         | —                             | •                             | •                             | •                                      | •                                      |
| Мультимедийная система                                  | —                             | —                             | 2DIN монохром. экран, 4 дин.  | 7-дюйм. цветн. сенсорный экран, 4 дин. | 7-дюйм. цветн. сенсорный экран, 4 дин. |
| USB, слот для SD-карты, Bluetooth®, HandsFree           | —                             | —                             | •                             | •                                      | •                                      |
| Навигационная система                                   | —                             | —                             | —                             | —                                      | •                                      |
| Задние парковочные датчики                              | —                             | —                             | —                             | —                                      | •                                      |
| Датчики света и дождя                                   | —                             | —                             | —                             | •                                      | •                                      |
| Безопасность                                            |                               |                               |                               |                                        |                                        |
| Передние боковые подушки безопасности                   | —                             | —                             | —                             | —                                      | •                                      |
| ESC (Система электронной стабилизации)                  | —                             | —                             | —                             | •                                      | •                                      |
| Противоугонная сигнализация                             | —                             | —                             | —                             | •                                      | •                                      |